# Jogananda
Paramahansa Jogananda (dewanagari परमहंस योगानन्‍द, ang. Paramahansa Yogananda; ur. 5 stycznia 1893, zm. 7 marca 1952) – indyjski jogin, swami. Jego największym osiągnięciem w świecie zachodnim, było rozpowszechnienie krijajogi. Napisał autobiografię pod tytułem „Autobiografia jogina”, która została przetłumaczona na ponad trzydzieści języków. Jego mistrzem duchowym był Śri Jukteśwar Giri.

## Życiorys
Paramahansa Jogananda urodził się w rodzinie bramińskiej pod imieniem Mukunda Lal Ghosh, w miejscowości Gorakhpur, stanie Uttar Pradeś, w Indiach. Jego ojcem był Bhagabati Charan Ghosh, a matką Gurru Ghosh. Rodzice Joganandy byli wielbicielami Lahiriego Mahaśaji. Miał siedmioro rodzeństwa – trzech braci i cztery siostry. W swojej autobiografii pisze, że już od najmłodszych lat był zainteresowany religią. Przebywał w obecności joginów, których cuda wywierały na nim wrażenie.
W wieku 17 lat, w 1910 roku spotkał swojego mistrza duchowego (guru) – Śri Jukteśwara Giri. Po ukończeniu studiów, w 1915 roku wstąpił do zakonu Giri i przyjął imię Jogananda, co oznacza „uszczęśliwiony poprzez zjednoczenie z Bogiem”. Odtąd znano go jako Swami Jogananda.
W 1917 roku Jogananda założył niewielką szkołę dla chłopców we wiosce Dihika, w Bengalu. W 1918 roku przeniósł ją do miasta Ranchi. W tej szkole nauczanie zwyczajne było połączone z nauką jogi i medytacji. Jej program edukacyjny zawierał wiele elementów starożytnego systemu gurukula. Należało do nich między innymi prowadzenie zajęć na świeżym powietrzu. W 1920 roku Jogananda pojechał do USA na Międzynarodowy Kongres Liberałów Religijnych w Bostonie, gdzie wyglosił historyczną mowę 'The Science of Religion'. W tym samym roku założył tam słynne Self-Realization Fellowship.
W 1935 roku Jogananda powrócił do Indii. Przyczynił się tam do założenia Yogoda Satsanga Society of India. Podczas swego pobytu w Indiach spotkał wielu świętych takich jak: Mahatma Gandhi, Anandamaji Ma, Sri Ramana Maharshi, Giri Bala. W tym okresie w Puri powziął mahasamadhi guru Joganandy – Śri Jukteśwar.
W 1936 roku Jogananda opuścił swój kraj i pojechał wykładać do Londynu.
Jogananda zmarł 7 marca 1952 roku w Los Angeles. Wyznawcy utrzymują, że osiągnął mahasamadhi.